# Aprilci
Aprilci (búlgaro: Априлци) é uma cidade da Bulgária, localizada no distrito de Lovech. A sua população era de 3 207 habitantes segundo o censo de 2010.

## População
| Aprilci | Aprilci | Aprilci | Aprilci | Aprilci | Aprilci | Aprilci | Aprilci | Aprilci | Aprilci | Aprilci | Aprilci | Aprilci | Aprilci | Aprilci | Aprilci | Aprilci | Aprilci | Aprilci | Aprilci |
| --- | ------- | ------- | ------- | ------- | ------- | ------- | ------- | ------- | ------- | ------- | ------- | ------- | ------- | ------- | ------- | ------- | ------- | ------- | ------- |
| Ano | 1887    | 1910    | 1934    | 1946    | 1956    | 1965    | 1975    | 1985    | 1992    | 2001    | 2002    | 2003    | 2004    | 2005    | 2006    | 2007    | 2008    | 2009    | 2010    |
| População |         |         |         | …       | …       | …       | …       | 4,609   | 4,097   | 3,688   | 3,608   | 3,548   | 3,502   | 3,423   | 3,377   | 3,329   | 3,264   | 3,221   | 3,207   |
| Fontes: Instituto Nacional de Estatísticas, „citypopulation.de“, „pop-stat.mashke.org“, Bulgarian Academy of Sciences |         |         |         |         |         |         |         |         |         |         |         |         |         |         |         |         |         |         |         |